# Max Gordon
Max Gordon (Nueva York, 28 de noviembre de 1892-ídem, 2 de noviembre de 1978) fue un productor de películas y obras de teatro, estadounidense, especialmente conocido por haber producido My Sister Eileen, tanto para cine como teatro.

## Carrera
A comienzos de los años 1920 trabajó en el vodevil con Albert Lewis. En 1927 produjo la película The Jazz Singer, el primer largometraje comercial con sonido sincronizado, y en 1931, el musical The Band Wagon, con la actuación de Fred Astaire y su hermana Adele.